# Chiesa di San Lorenzo (Calliano)
La chiesa di San Lorenzo è la chiesa parrocchiale di Calliano, in Trentino. Fa parte della zona pastorale della Vallagarina e risale al XV secolo.

## Storia
La primitiva chiesa di Calliano fu costruita nel 1492 in seguito al voto fatto dall'arciduca Sigismondo d'Austria, che nel 1487 aveva avuto la meglio sulle truppe veneziane di Roberto Sanseverino nella battaglia di Calliano. Tuttavia, la prima citazione che attesta la presenza di detta chiesetta risale al 1537. Verso il 1580 la chiesa venne riedificata per volere dell'arciduca Ferdinando d'Austria.
Tra il 1641 ed il 1645 fu eretto il campanile e, tra il 1723 ed il 1725, venne costruita la chiesa parrocchiale. Il 21 settembre 1798 venne istituita la curazia di Calliano, dipendente dalla pieve di Villa Lagarina, trasformata in parrocchia autonoma il 17 marzo 1920. Durante la Seconda guerra mondiale l'edificio subì alcuni danni, che furono sanati tra il 1945 ed il 1955. Infine, tra il 1993 ed il 1994 venne completamente ristrutturato il campanile.